# Dekret królewski
Dekret królewski – powieść napisana przez polskiego pisarza Ryszarda Jegorowa w 1984 roku. 
Książka jest ostatnią częścią trylogii Prawem Kaduka. Akcja książki dzieje się w XVII-wiecznej Polsce za czasów panowania Zygmunta III Wazy. Po przegranej wojnie z Turcją wojska sułtana Osmana II zbliżają się do Polskiej granicy. Głównym wydarzeniem powieści jest Wojna Chocimska. Ukazane są także intrygi dworskie, polityczne i miłosne.